# 美座附丝壳
美座附丝壳（学名：Appendiculella calostroma）是属于小煤炱目小煤炱科附丝壳属的一种真菌，寄生在蔷薇科植物上。该种分布于中国、日本、巴西、乌干达、厄瓜多尔、印度、英国、委内瑞拉、美国 、南非、哥斯达黎加、波多黎各、菲律宾、智利、越南、澳大利亚等地。